# Всі пастки Землі
Всі пастки Землі (англ. All the Traps of Earth) — коротка науково-фантастична повість Кліффорда Сімака, вперше опублікована журналом «Fantasy & Science Fiction» у березні 1960 року. Попередні назви: «Історія про марку», «Спори».

## Сюжет
Робот Річард Деніел 600 років прослужив сім'ї Барінгтонів. Після смерті останнього представника роду, робота разом з усім майном мали продати для погашення боргів. Перед цим йому мали очистити пам'ять. Згідно закону це мали робити кожні 100 років, але Деніел уникав цього через впливовість сім'ї Барінгтонів.
Вважаючи це несправедливим, Деніел вдягає людський одяг та прокрадається до космопорту, де непомітно прив'язує себе до ракети.
Здійснивши космічну подорож поза кораблем, в тому числі і з надсвітовою швидкістю, Деніел отримує здатність бачити внутрішню будову роботів і людей, та втручатися в їхнє функціонування.
Прилетівши на планету, яка виявляється осідком роботів-втікачів, він винаймає житло і залишається на деякий час.
Корабель, який привіз Деніела, вибухає, а Деніел, який побачив дефект конструкції, не встигає цьому завадити.
Боячись, що його запідозрять у диверсії, він вбиває єдиного робота, що знав про його приліт.
Цей робот тимчасово знаходився в такому ж старому тілі як і Деніел, яке надавалось порушникам для відбування покарань.
Деніел видає себе за вбитого робота і отримує його основне тіло новітньої конструкції.
Боячись розкриття підміни, він прокрадається на третьосортний торговий корабель і залишає планету.
Під час польоту після переговорів з капітаном він отримує роботу прибиральника.
Відвідавши багато планет, він нарешті прибуває на малозаселену землеподібну фермерську планету віддалену від торгових шляхів.
Деніел залишається на планеті проти волі капітана.
Уникнувши всіх пасток Землі, тобто людей, він добровільно вибирає «потрапити в пастку» служіння людям, але тільки у той спосіб, який на його думку забезпечить краще майбутнє для людей та роботів.
Маючи здібності, не доступні ні людям ні іншим роботам, він вирішує допомагати місцевому суспільству, щоб виробити в ньому повагу до роботів.
А коли цього буде досягнуто, то започаткувати вивчення його властивостей, для передачі його людям та роботам.